# 1870年のスポーツ
- 年度別スポーツ記事一覧

## 総合競技大会
- 第2回オリンピア競技会開催

## 競馬

### イギリス
クラシック
- 2000ギニー - Macgregor
- 1000ギニー - Hester
- エプソムダービー - キングクラフト
- エプソムオークス - Gamos
- セントレジャーステークス - ホーソーンデン

その他主要レース
- アスコットゴールドカップ - Sabinus
- グランドナショナル - The Colonel

### アメリカ合衆国
- ベルモントステークス - Kingfisher

### フランス
- パリ大賞典 - Sornette
- ジョッケクルブ賞 - Bigarreau

### オーストラリア
- メルボルンカップ - Nimblefoot

## ゴルフ

### 世界4大大会（男子）
- 全英オープン優勝者：トム・モリス・ジュニア（イギリス）

## ボート
- オックスフォード・ケンブリッジ大学対抗レガッタ優勝：ケンブリッジ大学

## 野球
- 6月14日 - プロ野球チーム、シンシナティ・レッドストッキングスの84連勝を、ブルックリンのアトランティック・クラブがストップした。

## ヨット
- アメリカスカップ（8月8日）

マジック他16艘のニューヨーク・ヨットクラブのヨット（アメリカ） 1-0 カンブリア（イギリス）
- 12月24日 - 神戸レガッタアンドアスレチッククラブがクラブハウスの落成を記念し、第一回レガッタ競技を開催

## その他のスポーツ
- 9月23日 - 神戸レガッタアンドアスレチッククラブ創設

## 誕生
- 1月23日 - ウィリアム・G・モーガン（アメリカ、体育教師、+1942年）
- 5月9日 - ハリー・バードン（イギリス、ゴルフ、+1937年）
- 11月21日 - ジークフリード・エドストレーム（スウェーデン、IOC会長、+1964年）
- 12月28日 - チャールズ・ベネット（イギリス、陸上競技、+1949年）